# Ранняя концепция Ж. Пиаже о развитии мышления ребёнка
Ранняя концепция Ж. Пиаже о развитии мышления ребёнка — теория развития детского мышления, разрабатываемая швейцарским психологом Жаном Пиаже в период с 1921 года до середины 1930-х гг. В рамках данной концепции были впервые сформулированы важные положения современной психологии развития:
1. Мышление ребёнка обладает качественным своеобразием. Ж. Пиаже был первым, кто показал качественно иную структуру детского мышления[1], связав её особенности с понятием эгоцентризма. До появления работ Пиаже мышление ребёнка напрямую сравнивалось с мышлением взрослого; оно рассматривалось лишь как недостаточно развитое мышление взрослого.
2. Развитие мышления осуществляется в процессе сотрудничества и социальных взаимодействий.
3. Противоречие между точками зрения детей, вступающих в совместное решение познавательной задачи, приводит к вытеснению эгоцентризма и замене его на децентрацию.

После публикации работ Пиаже в психологии начался новый этап исследований мыслительной деятельности ребёнка, характеризующийся другими методами её изучения и иными способами обучения ребёнка на ранних этапах его жизни.

## Особенности логики ребёнка
Большую часть характерных черт детской логики Пиаже связывал с понятием эгоцентризма. Эгоцентризм — это особая познавательная позиция ребёнка по отношению к внешнему миру. Все объекты и явления внешнего мира ребёнок в возрасте до 7—8 лет рассматривает исключительно со своей точки зрения, с позиции «Я знаю». Например, если ребёнку показывают два одинаковых ящика и спрашивают: «Какой тяжелее?», ребёнок без сомнения укажет на один из них, предварительно даже не взвесив их в руках. Ребёнок в этом возрасте не знает о существовании других точек зрения и не может их координировать. Ярким примером в этом отношении служит неспособность ребёнка до 7—8 лет показать правую и левую руку собеседника, находящегося к нему лицом (называет левую руку собеседника правой и наоборот). Тот же принцип работает и с одеждой, если она не надета на ребёнка. Ещё один эксперимент, проведённый Пиаже, выявляет феномен эгоцентризма. Ребёнку показывают макет, в центре которого располагается гора, а вокруг — деревья, домики и т. д. Затем ребёнка сажают с одной стороны макета и просят описать то, что он видит. Далее напротив него сажают куклу и просят описать, что видит кукла. Несмотря на явное различие в ландшафте со стороны ребёнка и со стороны куклы, ребёнок во второй раз описывает то же самое, что и в первый. То есть, суждения дошкольника всегда абсолютны, так как он не может встать в позицию относительно другого человека или вещи.
Ранние работы Пиаже построены на эмпирических основаниях. Дело в том, что Пиаже считал, что мышление ребёнка выражается непосредственно в его речи. Именно поэтому Пиаже в качестве доказательства своей концепции приводит наблюдения над детьми во время беседы. Пиаже разработал метод клинической беседы, который заключается в том, что психолог во время проведения беседы удерживает тематику, но вопросы не фиксированы, а могут меняться в зависимости от ответов ребёнка.
Феноменом эгоцентризма объясняются следующие характерные черты логики ребёнка: трудность осознания, неспособность к логике отношений, неспособность к синтезу (соположению), синкретизм, предпричинность, узость поля наблюдения, трансдукция, нечувствительность к противоречию, интеллектуальный реализм.

### Трудность осознания
Эта особенность заключается в том, что ребёнок (до 11—12 лет) не может рассказать, как он пришёл к тому или иному умственному заключению. Например, если попросить ребёнка выполнить операцию сложения, он не сможет в дальнейшем рассказать, как он получил результат (причём независимо от того, будет он правильным или нет). Он выполняет эти действия, не осознавая того, как он это делает.

### Неспособность к логике отношений
Это неспособность понимать относительность точки зрения. Известно, что дети затрудняются ответить, сколько братьев и сестер имеет каждый из их братьев и сестер.
Пиаже осуществлял различные варианты соответствующей беседы. Например, беседа с Жаком (7 л. 6 мес.):
— Есть у тебя братья?
— Два, Поль и Альбер.
— А у Поля есть братья?
— Да, один — Альбер.
То есть, суждение «Поль мой брат» ещё не влечет за собой вывода — «я брат Поля».
Из-за эгоцентрической позиции ребёнок не стремится рассуждать (ведь он всё знает), он смотрит исключительно со своей точки зрения. Пиаже проводил исследования с детьми различного возраста, и в одном из исследований, проведённом на женевских детях в первой половине XX века, три четверти десятилетних детей обнаруживали эту особенность детского мышления.
То же самое происходит и относительно предметов: ребёнок не может сказать, слева или справа находится один предмет относительно другого. Это же проявляется и в вербальных отношениях, ребёнок затрудняется решать задачи типа: «Имеются три девочки: у первой волосы светлее, чем у второй, и темнее, чем у третьей. У какой девочки волосы самые темные?» Как правило, дети дают противоположный ответ.
Стоит отметить, что преодоление неспособности к логике отношений происходит следующим образом: сначала у ребёнка имеется лишь собственная точка зрения, затем он принимает точку зрения других (к 7—8 годам), далее он может принимать «точку зрения» предметов (то есть, ставить себя на место какого-либо предмета и в этой перспективе говорить об отношениях между предметами).

### Неспособность к синтезу (соположение)
Способность к синтезу — это понимание предметов в качестве адекватно связанных между собой объектов. Неспособность к синтезу выражается в отсутствии понятия части к целому. Например, в исследовании, проведённом Пиаже в 1922 в Женеве, дети до 7—8 лет рисовали части велосипеда отдельно, просто располагая их рядом друг с другом. При этом они знали, что все части велосипеда необходимы, чтобы он двигался.

### Синкретизм
Синкретизм является противоположностью соположения. Это избыток связей между предметами, неадекватность связи. Смысл этой связи понятен только конкретному ребёнку. Например, дети 5—8 лет в ответ на вопрос, почему солнце не падает, говорят: «потому что жарко», «потому что оно жёлтое», «потому что оно лежит в небе», «потому что очень высоко». То есть, вместо объяснения ребёнок довольствуется описанием объектов или явлений. Связывание происходит на основе субъективных впечатлений ребёнка или на основе одновременно воспринятых признаков предметов или явлений.

### Предпричинность
Это неспособность к установлению причинно-следственных (каузальных) связей. Например, ребёнку предлагают завершить предложение: «Человек упал на улице, потому что…» Ребёнок завершает: «Потому что его увезли в больницу.»

### Узость поля наблюдения
Эта особенность детской логики является следствием соположения. Порой дети замечают гораздо больше вещей чем взрослые, например, видят множество деталей. Но именно из-за невозможности устанавливать отношения между предметами ребёнок не может одновременно думать больше, чем об одной вещи. Объекты, которые связаны в сознании взрослого, видятся ребёнку смутно смешанными с другими объектами (синкретизм), либо воспринимаются как совершенно отдельные вещи.

### Трансдукция
До 7—8 лет мысль ребёнка направлена от единичного положения к единичному, минуя частное. Например, ребёнка спрашивают:
— Солнце живое?
— Да.
— Почему?
— Потому что оно двигается.
Это связано с тем, что ребёнок пока ещё не нуждается в объективных доказательствах своей правоты.

### Нечувствительность к противоречию
Мысль ребёнка до 7—8 лет противоречива. Например, если у ребёнка спросить, почему бумажный кораблик не тонет в луже, он ответит: «Потому что он лёгкий». Затем, если спросить, почему настоящий корабль не тонет в море, он ответит: «Потому что он тяжёлый». Для ребёнка в этом нет противоречия. Это может быть связано либо с тем, что ребёнок знает две позиции на решение проблемы, но ни одна его не удовлетворяет, и он отвечает всегда по-разному, либо с тем, что ребёнок не знает, какое мнение из двух противоречивых выбрать, и поэтому принимает оба.

### Интеллектуальный реализм
Это неспособность к зрительному реализму, то есть к объективному восприятию. Представленная ребёнком реальность воспринимается им наравне с объективной реальностью. Он живёт попеременно в каждой реальности, на определённое время забывая о существовании других. Он видит вещи такими, какими их представляет. Это очень хорошо выражается в первых детских рисунках, когда, например, кошку ребёнок всегда рисует с четырьмя лапами, двумя глазами и двумя ушами, несмотря на то, что в реальной жизни увидеть это одновременно практически невозможно. То есть, ребёнок рисует как бы «схему» того, что он знает, но не того, что он видит.

## От эгоцентризма к децентрации
Итак, природа эгоцентризма объясняет особую логику детского мышления. Но, безусловно, постепенно происходит переход от детского мышления ко взрослому. Здесь Пиаже предлагает следующие стадии перехода:
1. Аутистическое мышление (от 0 до 2—3 лет) (от греч. autos — сам). Под аутистическим мышлением Пиаже понимал врождённый тип мышления, который абсолютно не социализирован и подчинён принципу удовольствия («делаю то, что хочу»). То есть, мысль ребёнка не направлена на действительность, он живёт лишь в своих грёзах, образах и фантазиях. Пиаже понимал развитие ребёнка как противоборство личности и общества, в связи с тем доказывал, что социальность изначально не присуща ребёнку. Она появляется путём вытеснения природного и замещения его социальным. Этот процесс Пиаже называл социализацией. Переход к следующей стадии объясняется отношением принуждения со стороны взрослого. Взрослый приучает ребёнка к туалету, к правилам поведения, к нормам общения со взрослыми. По мнению Пиаже, всё это противоречит изначальным нуждам ребёнка, поэтому взаимоотношения ребёнка и взрослого на данной стадии являются именно отношениями принуждения.
2. Эгоцентрическое мышление (от 2—3 до 11—12 лет). На этой стадии появляется соотнесения принципа удовольствия («делаю то, что хочу») и принципа реальности («делаю то, что должен»). Ребёнок на этой стадии уже понимает, что окружающие его люди требуют от него выполнения каких-либо действий. Это промежуточная стадия, в которой соединены как принципы аутистического мышления, так и социализированного. Данная стадия разделяется на две фазы: до 7—8 лет и после 7—8 лет. Для первой фазы ещё характерны отношения принуждения. Игру и фантазии ребёнок воспринимает как реальность. Во второй фазе появляются отношения кооперации и сотрудничества. Это отношения уже не между ребёнком и близким взрослым, а между ребёнком и сверстниками. Сверстники выступают для ребёнка как потенциально равные партнёры. В общении никто никого не может принудить принять свою точку зрения как единственно правильную (из-за попыток это сделать и возникают многочисленные конфликты между детьми), вследствие чего необходимо выработать иную стратегию взаимодействия — умение договариваться, находить общую точку зрения. Таким образом происходит переход ребёнка от эгоцентризма к децентрации. Децентрация — умение принимать чужие точки зрения. В 11—12 лет происходит окончательная децентрация, и ребёнок переходит на следующую стадию развития мышления.
3. Социализированное мышление (от 12 лет). Социализированная мысль подчинена принципу реальности. Исходя из вышесказанного, она формируется прижизненно. Социализированная мысль направлена на познание внешнего мира, а не на утверждение собственной точки зрения.

## Критика ранней концепции Пиаже с точки зрения культурно-исторической психологии
Неоспоримый вклад Ж. Пиаже в детскую психологию оценил Л. С. Выготский: «Исследования Пиаже составили целую эпоху в развитии учения о речи и мышлении ребёнка, о его логике и мировоззрении. Они отмечены историческим значением». Тем не менее, с точки зрения культурно-исторической психологии, Пиаже критиковался за следующее:
1. Пиаже рассматривает развитие мышления ребёнка как биологический процесс созревания структур мозга, однако в культурно-исторической психологии само развитие рассматривается как процесс усвоения ребёнком общественно-исторического опыта. То есть, в культурно-исторической психологии главенствующая роль в развитии ребёнка отдаётся его ближайшему окружению — взрослые обучают ребёнка использовать предметы по их назначению, в соответствии с исторически сложившимся способом их использования; а также взрослые обучают ребёнка употреблению знаков (слов, математических знаков, мнемотехнических средств и т. д.). Таким образом, в культурно-исторической психологии психическое развитие понимается как усвоение знаков и значений, а в концепции Пиаже — как биологическое созревание.
2. Поскольку прямым выражением мысли Пиаже понимал речь, доказательством стадийности в развитии мышления он признавал наличие эгоцентрической речи (ЭР). В понимании Пиаже это речь, не направленная на собеседника (не выполняющая коммуникативной функции) и ничего не меняющая в структуре деятельности ребёнка, но служащая для привлечения внимания к своей деятельности и выражающая специфическую познавательную позицию ребёнка. Она является переходной формой от речи внутренней, служащей для планирования и регуляции деятельности, к речи внешней, выполняющей коммуникативную функцию. Уменьшение коэффициента ЭР Пиаже связывал с развитием внешней речи. В культурно-исторической психологии (Л. С. Выготский), наоборот, принято мнение о том, что это речь, являющаяся переходной формой от речи внешней, социализированной, к речи внутренней. Было установлено, что увеличение коэффициента ЭР происходит тогда, когда ребёнок оказывается в затруднении — он начинает проговаривать свои дальнейшие действия, и это меняет его деятельность. Затем происходит интериоризация — переход внешней речи во внутренний способ мышления, когда ребёнок способен уже в уме планировать свою деятельность. То есть, по Выготскому, ЭР является внешней по структуре (проговаривание вслух), но внутренней по функции (планирование и регуляция деятельности).
3. Исходя из предыдущего пункта, Выготский, в отличие от Пиаже, признавал изначальную социальность ребёнка, он считал, что развитие мышления не может начинаться с аутистической стадии.
4. Выготский считал, что не существует прямого соответствия между мышлением и его словесным выражением.